# Beaver Valley (Arizona)
Beaver Valley es un lugar designado por el censo ubicado en el condado de Gila en el estado estadounidense de Arizona. En el Censo de 2010 tenía una población de 231 habitantes y una densidad poblacional de 59,3 personas por km².

## Geografía
Beaver Valley se encuentra ubicado en las coordenadas 34°20′35″N 111°18′0″O / 34.34306, -111.30000. Según la Oficina del Censo de los Estados Unidos, Beaver Valley tiene una superficie total de 3.9 km², de la cual 3.89 km² corresponden a tierra firme y (0.07%) 0 km² es agua.

## Demografía
Según el censo de 2010, había 231 personas residiendo en Beaver Valley. La densidad de población era de 59,3 hab./km². De los 231 habitantes, Beaver Valley estaba compuesto por el 95.67% blancos, el 0% eran afroamericanos, el 0% eran amerindios, el 0.87% eran asiáticos, el 0% eran isleños del Pacífico, el 3.03% eran de otras razas y el 0.43% pertenecían a dos o más razas. Del total de la población el 4.76% eran hispanos o latinos de cualquier raza.